# Vstanou noví bojovníci
Vstanou noví bojovníci je československé filmové drama z roku 1950, natočené na námět stejnojmenného románu Antonína Zápotockého. Dílo bylo po 2. světové válce také upraveno do jevištní podoby jako divadelní hra.

## Exteriéry
- Budeč
- Holubice
- Koleč
- Kováry
- Zákolany
- Zvoleněves
- Želenice

## Obsazení
- Otomar Krejča … Budečský
- Antonie Hegerlíková … Budečská
- Oldřich Lukeš … Vosmík
- Josef Kozák … Efler
- František Vnouček … správce
- František Šlégr … Valdek
- František Smolík … Kolmistr
- Terezie Brzková … Kolmistrová
- Otomar Korbelář … Švandrlík
- Jaromír Spal … Juránek
- František Kovářík … farář
- František Miška … Kaplan
- Zdeněk Kryzánek … vachmajstr
- Eva Jiroušková … Nanda
- Josef Beyvl … Klomínek
- Jiří Sovák … Sláma
- Jindřich Havel … Toník
- Světla Amortová … Heindlová
- Hana Brehovská … Tylda
- Vlastimil Brodský … úředník Reiter
- Eman Fiala … řídící
- Nelly Gaierová … manželka správce velkostatku
- Ladislav Gzela … role neurčena
- František Hanus … majitel cukrovaru
- František Holar … statkář Tmel
- Josef Chvalina … trhovec s okurkami
- Věra Kalendová … Švandrlíkova žena
- Jarmila Kurandová … Slámova matka
- Růžena Lysenková … Márinka Valdeková
- Bohumil Machník … sedlák Douša
- Hynek Němec … muž z ratejny
- Marie Nademlejnská … Klomínkova žena
- Ludmila Píchová … bláznivá Pepina
- Helena Tomanová … manželka majitele cukrovaru

## Ocenění
- 1951 VI. MFF Karlovy Vary Cena za herecký výkon
- 1951 VI. Mff Karlovy Vary Zvláštní čestné uznání
- 1951 Státní cena I. Stupně
- 1951 Státní cena za scénář
- 1951 Státní cena za scénář
- 1951 Státní cena za režii
- 1951 Státní cena za kameru
- 1951 Státní cena za herecký výkon
- 1951 Státní cena za herecký výkon
- 1951 Státní cena za herecký výkon